# Talbotiella gentii
Espèce
Statut de conservation UICN

 CR A1c, B1+2c : 
En danger critique
Talbotiella gentii est une espèce de plantes à fleurs de la famille des Fabaceae.

## Publication originale
- Flora of West Tropical Africa 1: 337. 1928.